# Epipedobates tricolor
Espèce
Synonymes
- Prostherapis tricolor Boulenger, 1899
- Colostethus paradoxus Rivero, 1991

Statut de conservation UICN

 VU  : Vulnérable
Statut CITES
Epipedobates tricolor est une espèce d'amphibiens de la famille des Dendrobatidae.

## Répartition
Cette espèce est endémique de la province de Bolívar en Équateur. Elle se rencontre de 1 000 à 1 770 m d'altitude dans la cordillère Occidentale.

## Description

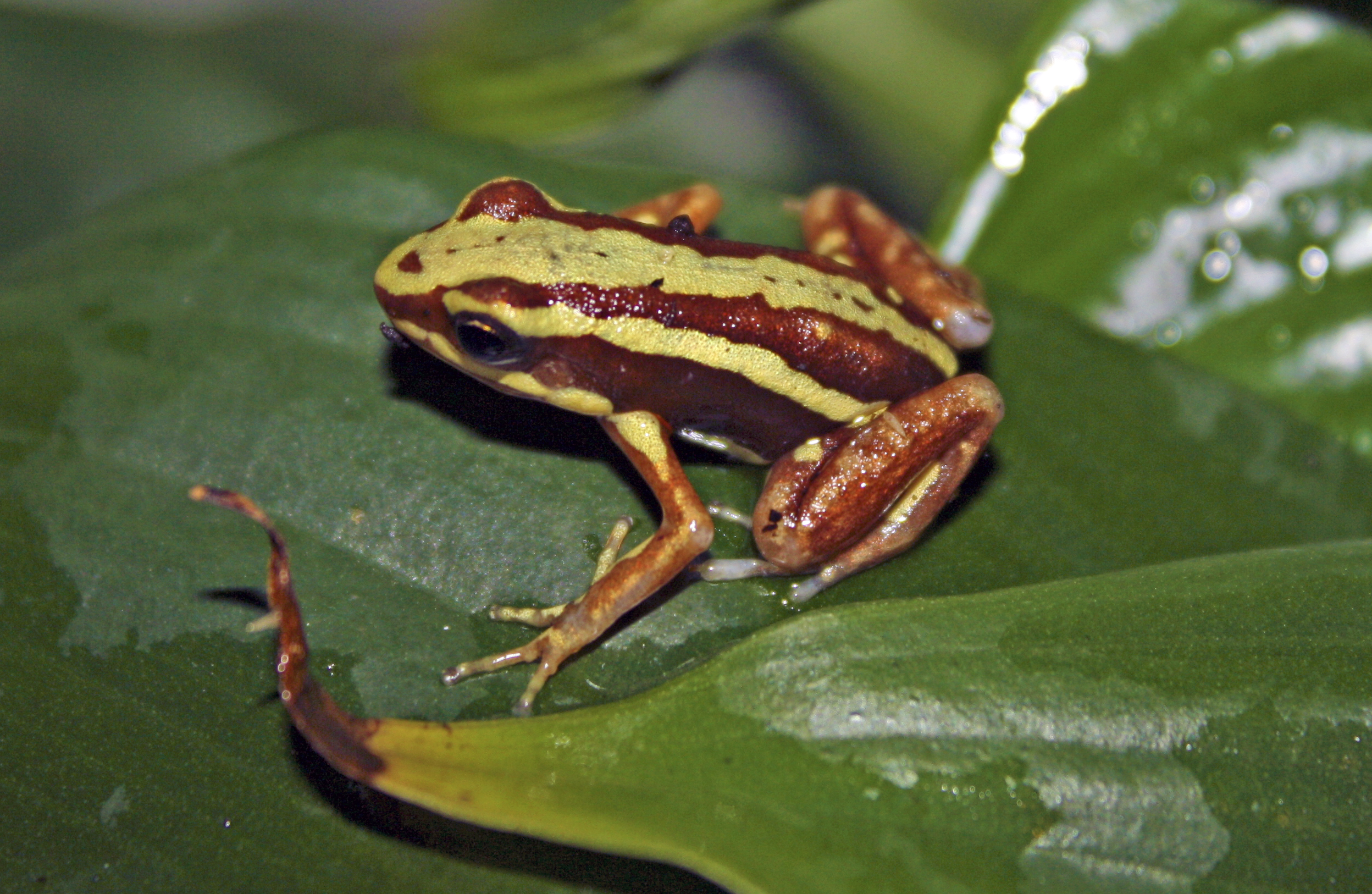
Epipedobates tricolor

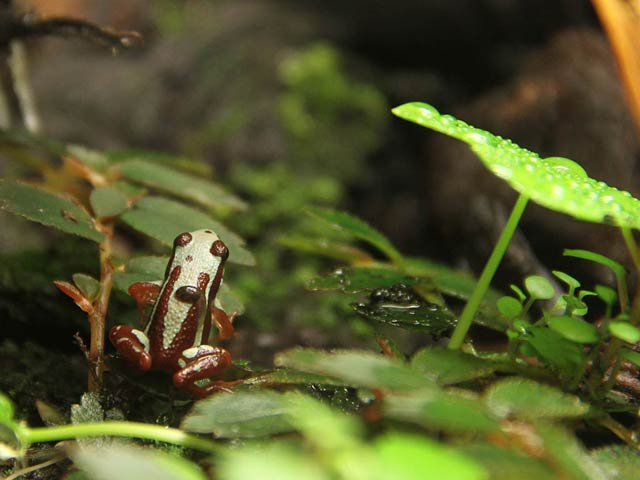
Epipedobates tricolor « highland » mâle transportant un têtard

Elle produit un mucus toxique sur la peau, qui contient de l'épibatidine, un alcaloïde. Il existe plusieurs morphes.

## Taxinomie
Elle a été relevée de sa synonymie avec Epipedobates anthonyi par Schulte en 1999, où elle avait été placée par Henle en 1992,.

## Publication originale
- Boulenger, 1899 : Descriptions of new reptiles and batrachians collected by Mr. P.O. Simons in the Andes of Ecuador. Annals and Magazine of Natural History, sér. 7, vol. 4, p. 454-457 (texte intégral).